# Hembygdsföreningen Gamla stan

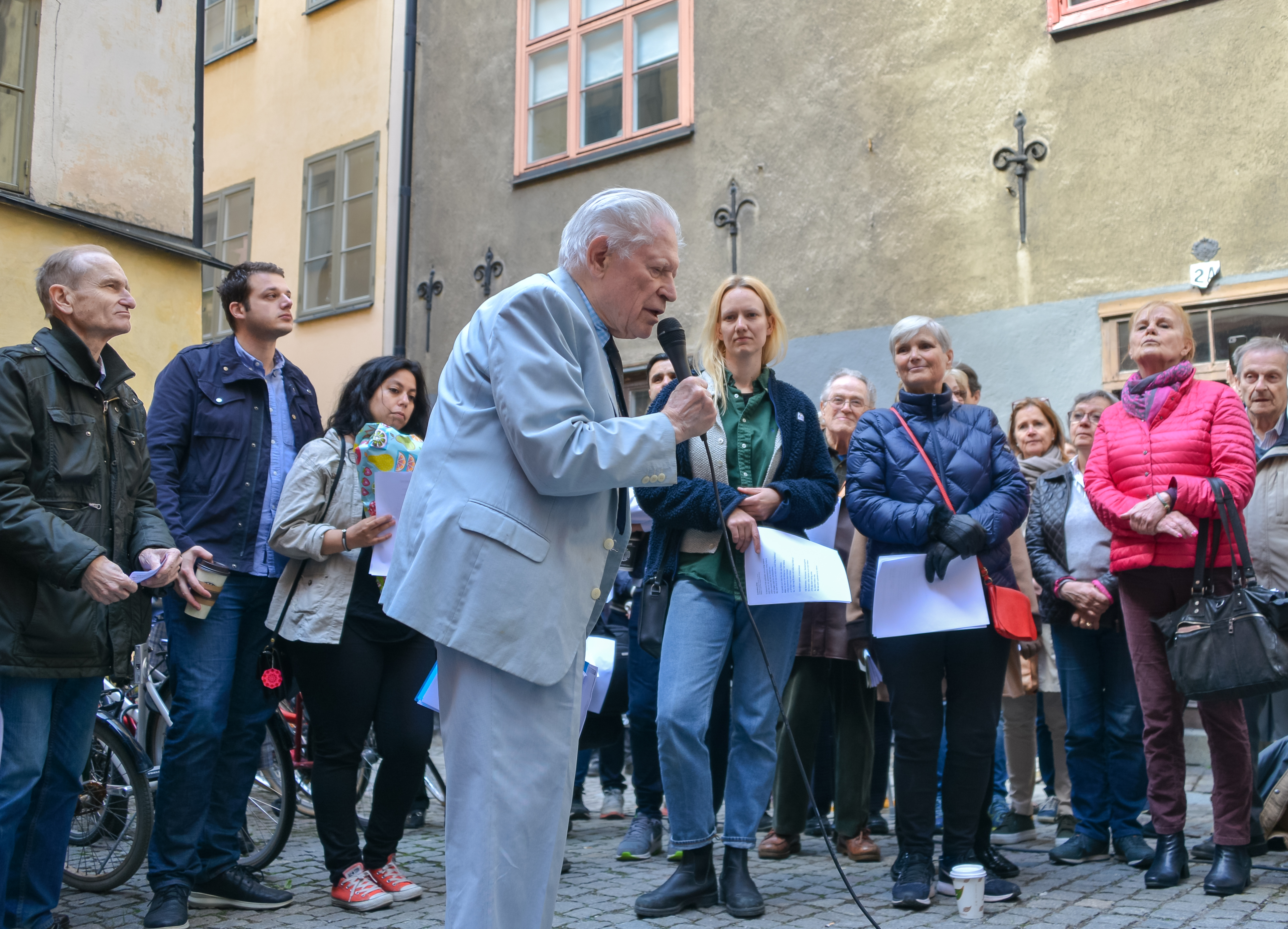
Sture Holmbergh, ordförande i Gamla stans hembygdsförening, i samband med invigningen av Vera Siöcronas Torg den 28 april 2018.

Hembygdsförening Gamla stan är en hembygdsförening som har till uppgift att värna Gamla stans bevarande.

## Historik
Centralfigur i bildandet av en förening för Gamla stan i Stockholm var författaren och journalisten Vera Siöcrona. 1942 startade hon Föreningen Kolmätargränd som skulle förhindra de omfattande rivningar i kvarteret Cephalus där Kanslihusannexet skulle uppföras. Hennes kamp var förgäves, men 1944 ombildades föreningen till Hembygdsförening Gamla Stan där hon blev sekreterare. Siöcrona har sedan under ett halvsekel  genom böcker, filmer och stadsvandringar sökt påverka opinionen för ett bevarande av Gamla stan. 
De första åren hölls stora opinionsmöten och man talade för varsam upprustning av byggnadsbeståndet, för bostäder och mot kontorisering. Föreningen ordnade teaterbesök, musikunderhållning och historiska festtåg. Föreningen har satt upp minnestavlor, bland annat över Vera Siöcrona i Sven Vintappares gränd där hon var bosatt under många år. Den 28 april 2018 invigde föreningen Vera Siöcronas torg (tidigare Sven Vintappares torg). För närvarande (2020) är Sture Holmbergh föreningens ordförande.